# Мальтійська ліра
Мальтійська ліра (мальт. Lira Maltija, італ. Lira maltese, англ. Malta Lire) — колишня національна валюта Мальти, перебувала в обігу з 1972 по 2007 рік, після чого була замінена на євро.
Поділялася на 100 центів, кожен цент поділявся на 10 мільс. В останні роки в обігу перебували монети номіналом 1, 2, 5, 10, 25, 50 центів, 1 ліра та банкноти номіналом 2, 5, 10, 20 лір. У 1972-1994 роках в обігу перебувати також монети в 2, 3 та 5 мільс.
На лицьовій стороні усіх банкнот останньої серії перед заміною на євро зображені: Меліта, що тримає в руках кермо від корабля (стерно) і символізує Мальту, керуючу своєю долею; голуби, що символізують мир; емблема Організації Об'єднаних Націй; герб Центрального Банку Мальти; мозаїка, часів римського присутності на Мальті.

## Історія
До захоплення Мальти англійцями у 1815 р. в обігу перебували іспанські та італійські монети. Основною монетою було срібне скудо (близько 16,6 г чистого срібла), яке дорівнювало 12 тарі. При переході у XIX ст. на англійську грошову систему, 1 фунт стерлінгів був прирівняний до 12,5 скудо. В обігу поряд з англійськими банкнотами і монетами до початку XX ст. зберігалися колишні монети, а також банкноти двох місцевих приватних банків, які не мали, однак, законної платіжної сили. У липні 1949 р. законним платіжним засобом були оголошені квитки казначейства Мальти в мальтійських фунтах. З 20 вересня 1949 банкноти Банку Англії втратили силу законного платіжного засобу.
Золотий вміст мальтійського фунта, рівний золотому вмісту фунта стерлінгів, було зареєстровано Міжнародним валютним фондом у 1946 та 1949 роках. Законом 1949 року курс мальтійського фунта був прирівняний до фунта стерлінгів. Разом з девальвацією фунта стерлінгів у листопаді 1967 року мальтійський фунт був девальвований у тому ж еквіваленті. З травня 1972 року мальтійський фунт був приведений до десяткової системи числення і почав ділитися на 100 центів і 1000 мільс.
З січня 1983 року грошова одиниця країни була перейменована в мальтійську ліру. Мальтійська ліра була другою (після кувейтського динара) за вартістю грошовою одиницею у світі, станом на 31 грудня 2007 року вартість 1 ліри становила 3,42 долара США.
З січня 2008 року мальтійська ліра була виведена з обігу та замінена на євро, обмін відувався за курсом 0,4293 лір за 1 євро або приблизно 2,33 євро за 1 ліру.